# Seth Rogen

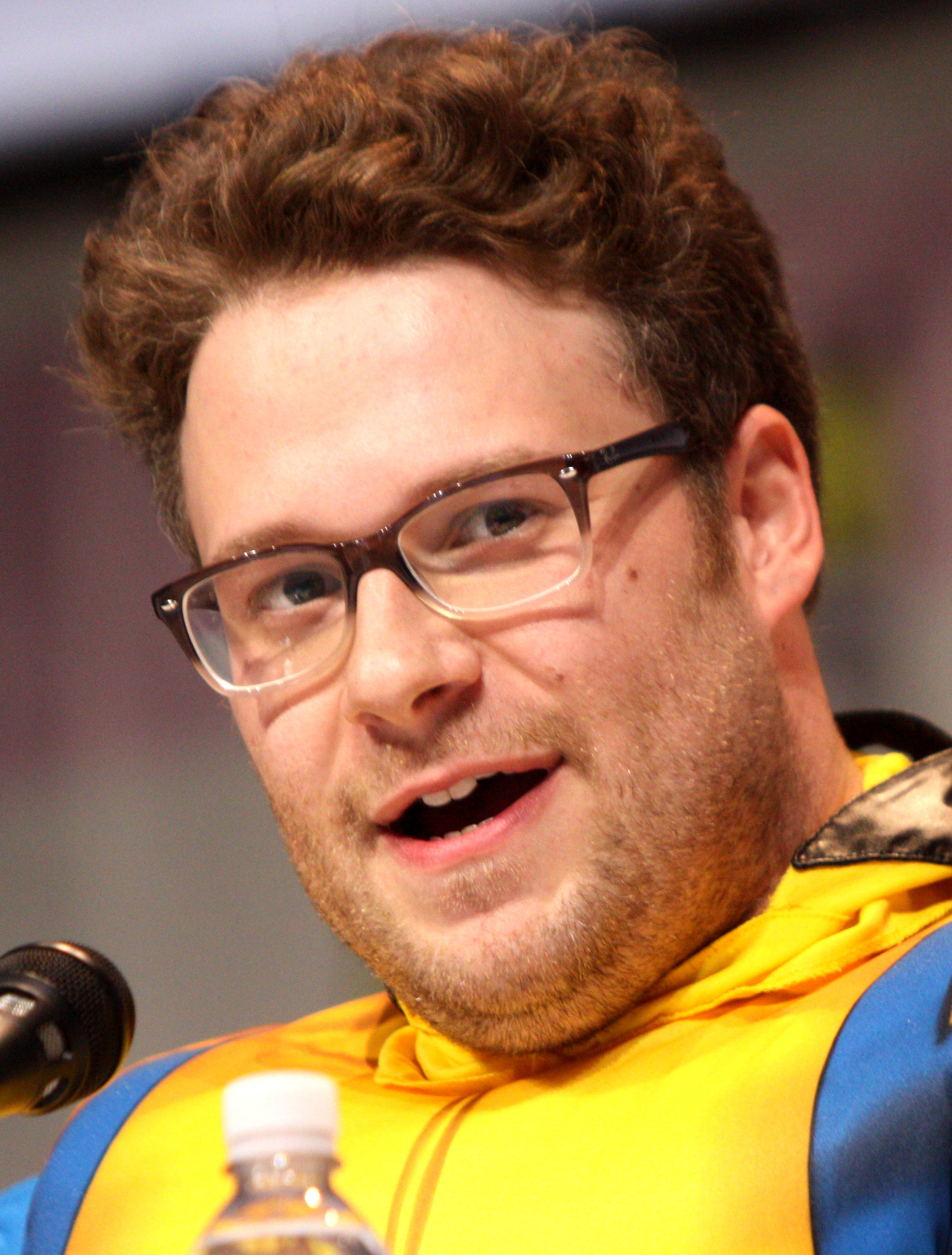
Seth Rogen

Seth Rogen (* 15. dubna 1982, Vancouver, Kanada) je kanadský stand-up komik, herec, producent, režisér, scenárista a dabér. Rogen začal svou kariéru v provedení stand-up komedií, během jeho dospívání. V roce 1998 vyhrál amatérskou komediální soutěž ve Vancouveru . Zatímco stále žil ve svém rodném městě ve Vacouveru, dostal malou roli v Machři a Šprti. Krátce poté, co se Rogen přestěhoval do Los Angeles kvůli jeho roli, byli Machři a Šprti oficiálně zrušeni po první sérii pro nízkou sledovanost. Později dostal roli na krátkou dobu v Kolej základ života, který si ho také najal jako kmenového autora. Po tom, co se dostal do finální sezóny Da Ali G Show jako kmenový autor, dostal Seth Rogen a ostatní autoři cenu Emmy. Poté byl Rogen veden Juddem Apatowem směrem k filmové kariéře. Byl obsazen do hlavní vedlejší role v režijním debutu Judda Apatowa 40 let panic, kde byl koproducent. Dostal kritickou chválu za svůj výkon, Universal Pictures souhlasili že jej obsadí do celovečerních filmů Judda Appatowa, Zbouchnutá a Komici. Rogen a jeho komediální partner a přítel od dětství Evan Goldberg je spoluautorem filmů Superbad, Travička zelená a Apokalypsa v Hollywoodu. Také pracoval na hlasu pro filmy Horton, Kung Fu Panda, Monstra vs Vetřelci a Paul.

## Mládí
Seth Rogen se narodil ve Vancouveru do židovské rodiny původem z Ukrajiny a Ruska. Má jednu sestru Danyu. Jeho rodiče jsou radikální židovští socialisté, kteří se seznámili v izraelském kibucu. Jeho matka, Sandy (za svobodna Belogus), je sociální pracovnice a jeho otec, Mark Rogen, pracoval pro neziskové organizace a jako asistent režie v kruhu dělníků. Rogen absolvoval Talmud Torah Elementary School a Point Grey Secondary School, ačkoli nikdy nepromoval. Už jako dítě věděl, že se nechce věnovat žádné jiné kariéře než komediím. Byl známý pro stand-up komedie. Do showbyznysu se dostal ve věku dvanácti let, po zápisu v komediálním semináři Marka Pooleyho. Jeho rané vtipy byly o jeho bar micva, prarodičích a poradcích z tábora Camp Miriam, Habonim Dror camp , kde také vystupoval.

## Osobní život
Seth začal chodit se spisovatelkou/herečkou Lauren Miller v roce 2004, setkali se když Seth pracoval na Da Ali G Show. Zasnoubili se v září roku 2010 a vzali se 2. října 2011 v Sonomě v Kalifornii . Lauren Miller měla menší role na obrazovce v několika málo Rogenových filmech. Měla také matku s Alzheimerovou chorobou, které se snažila pomáhat a Seth jim oběma byl oporou. Promluvil do Larry King Special, Unthinkable: ‚‚Alzheimrova epidemie,, která se vysílala v dubnu 2011.
Rogen je také členem NORML (National Organization for the Reform of Marijuana Laws- ‚‚Národní Organizace pro Reformu Marihuanových Zákonů‘‘) a je také otevřeným kuřákem marihuany.